# متحف القوات الجوية المصرية
متحف القوات الجوية المصرية هو أحد المتاحف العسكرية المصرية وتشرف عليه إدارة المتاحف العسكرية. يقدم المتحف بانوراما لتاريخ القوات الجوية المصرية ويحتوى على قاعة النشأة التاريخية التي تتضمن مجسم حائطي لممر الطائرات وعدد من الطائرات ذات الطرازات المختلفة وصور لقادة القوات الجوية منذ بداية إنشائها ودورهم والأوسمة التي حصلوا عليها. كما يتضمن قاعة بها مجموعة صور نادرة توثق مشاركة القوات الجوية في الحروب المختلفة بدءاً من الحرب العالمية الأولى والثانية وتشكيل السلاح الجوى في عام 1952 ثم تحويله إلى القوات الجوية في عام 1953 ودور القوات الجوية في العدوان الثلاثي مروراً بحرب الاستنزاف ثم حرب أكتوبر.